# زرشک هیسپانیک
زرشک هیسپانیک (نام علمی: Berberis hispanica) نام یک گونه از سرده زرشک است.